# Daggett (Kalifornia)
Daggett (Kalifornia) – osada (unincorporated community) w stanie Kalifornia, w hrabstwie San Bernardino. Liczba mieszkańców w 2000 roku wynosiła ok. 200. Jest położona 16 km (10 mil) na wschód od Barstow.
Założone w latach 80. XIX wieku przy linii kolejowej w pobliżu kopalni srebra. Nazwane nazwiskiem kalifornijskiego polityka Johna Daggetta.

## Elektrownia słoneczna
W Daggett znajdowała się eksperymentalna elektrownia słoneczna nazwana Solar I (po przebudowie nazwana nazwę Solar II). Solar I została wybudowana w 1981 roku i składała się z 1818 luster (heliostatów) po 40m² każde, których powierzchnia łączna wynosiła 72,650m². Solar II powstała w 1995 roku m.in. poprzez dodanie pierścienia 108 luster o wielkości 95 m², których łączna powierzchnia luster wynosiła 82,750 m². Solar II miał moc 10 MW. Od 2001 roku na miejscu Solar II znajdował się teleskop znany pod akronimem C.A.C.T.U.S. (Converted Atmospheric Cherenkov Telescope Using Solar-2). 25 listopada 2009 urządzenie zostało rozebrane.